# 刘斌 (化学家)
刘斌，新加坡国立大学教授，享誉新加坡工程院院士、亚太材料科学院院士、英国皇家化学会会士等头衔。

## 生平
自小受父亲鼓励学习自然科学。获得南京大学化学系学士和硕士学位。之后留学新加坡，获得新加坡国立大学化学系博士学位。继续在美国加利福尼亞大學聖塔芭芭拉分校进行博士后工作。2005年回到新加坡担任新加坡国立大学化学与生物分子工程系助理教授，2016年升任教授，2017年升任化学与生物分子工程系系主任。2019年9月升任副校长。

## 荣誉
- 2008年获得国家科学与科技青年科学家奖。[3]
- 2011年获得世界杰出女科学家成就奖。
- 2016年获得总统科技奖。[4]
- 2019年获得美国化学学会纳米科研领域领导者奖。[5]
- 2024年被选为美国医学与生物工程院院士。

## 著作
- Lioz Etgar; Peng Gao; Zhaosheng Xue; Qin Peng; Aravind Kumar Chandiran; 刘斌 (化学家); Md K Nazeeruddin; Michael Grätzel. . 美国化学会志. 2012-10-11, 134 (42): 17396–17399. ISSN 0002-7863. PMID 23043296. doi:10.1021/JA307789S. Wikidata Q57348961 （英语）.
- Dan Ding; Kai Li; Bin Liu; Ben Zhong Tang. . Accounts of Chemical Research. 2013-06-06, 46 (11): 2441–2453. ISSN 0001-4842. PMID 23742638. doi:10.1021/AR3003464. Wikidata Q38112482 （英语）.
- Kai Li; Bin Liu. . 化学学会评论. 2014-09-01, 43 (18): 6570–6597. ISSN 0306-0012. PMID 24792930. doi:10.1039/C4CS00014E. Wikidata Q30813719 （英语）.